# نوتشيرا سوبيريوري
نوتشيرا سوبيريوري (بالنابولية: Nucèrë أو Nucèrä Superiórë) هي مدينة وبلدية في ساليرنو (مقاطعة) بمنطقة كامبانيا جنوب غرب إيطاليا.
كانت نواة المدينة القديمة Nuceria Alfaterna، المعروفة لاحقًا باسم Nuceria Constantia، Nuceria Christianorum ثم Nuceria Paganorum (بالإيطالية: Nocera dei Pagani)، والتي شملت أيضًا أراضي نوتشيرا إنفيريوري، باغاني، والبلدات الصغيرة الأخرى حاليًا.

## الجغرافيا
تقع البلدة على السفح الشمالي لجبال مونتي لاتاري، في أغرو نوتشيرينو سارنيسي.
تصنفها المخاطر الزلزالية في المنطقة 2 (مستوى خطر متوسط)، وفقًا لمرسوم مجلس الوزراء رقم 3274 الصادر في 20 مارس 2003.

## أصل التسمية
وفقًا للأسطورة، فرت أميرة إتروسكانية من مسقط رأسها حبًا وجاءت لتموت في هذه المناطق. تكريمًا لذكراها، أقام والدها مدينة وأعطاها اسمها، نوتشيريا. تقول أسطورة أخرى إن فيضانًا هائلاً اجتاح غابة بأكملها تاركًا شجرة جوز واحدة (من الكلمة اللاتينية nux, nucis - نوتشيريا).
تم الكشف عن أصول الاسم من خلال دراسة النقوش على عملات المدينة التي ذكرت Nuvkrinum Alafaternum. وبتحليل هاتين الكلمتين، قام علماء اللغويات بتجزئة المصطلحات على النحو التالي:
اشتُقّ اسم Nuvkrinum Alafaternum من nuv + krin-um + alafatern-um: nuv ('جديد')، krin ('قلعة') التابعة لقبيلة الألفاتيرني، وهي شعب إيطاليقي من أغرو نوتشيرينو سارنيسي.

## التاريخ

### ما قبل الرومان
أظهرت الأدلة الأثرية من المقابر أنه في نهاية القرن السابع قبل الميلاد انتقلت الشعوب الأوسكانية الأصلية في الوادي للاستيطان باتجاه البحر لأسباب استراتيجية بحتة، فأسس بعضهم بومبي، بينما انتقل آخرون نحو الداخل مؤسسين نوفكرينوم. في عام 310 قبل الميلاد، خرّب الرومان أراضي نوتشيريا ولكنها حصلت في النهاية على معاملة مواتية ودخلت في تحالف مع روما كـ civitas foederata.

### العهد الروماني
خلال الحرب البونيقية الثانية (218 - 201 قبل الميلاد)، ثبتت تحصينات المدينة قوة كافية لدرجة أن هانيبال أضعف المدينة بالتجويع بسبب ولائها لروما، بدلاً من الهجوم المباشر، على الرغم من تدميره لها في عام 216 قبل الميلاد. بعد الحرب تم إعادة بناء التحصينات وتعزيزها بإضافة أبراج من الـ أوبوس إنسيرتوم.
تعرض إقليمها للتخريب خلال حرب الحلفاء (90 قبل الميلاد) وعلى يد قوات سبارتاكوس.
خلال فترة المثلث المثلث الأول، أصبحت المدينة مستعمرة رومانية باسم نوتشيريا كونستانتيا، لكن المدينة حافظت بفخر على أصولها وما زالت اليونانية تُكتب وتُتحدث كعلامة على التميز الثقافي.
في عام 59 ميلادي، وقعت أعمال شغب وسفك للدماء في مسرح بومبي القريب بين سكان بومبي ونوتشيريا (سُجّلت في لوحة جدارية) والتي أدت بمجلس الشيوخ الروماني إلى
إرسال الحرس الإمبراطوري لاستعادة النظام وحظر إقامة المزيد من الفعاليات لمدة عشر سنوات.
تسبب زلزال عام 62 وثوران فيزوف في عام 79 في أضرار خطيرة للمدينة التي لم تستعد ازدهارها السابق مطلقًا.
كانت نوكيريا تقع على via Popilia، الطريق الرئيسي الذي يربط كابوا بجنوب إيطاليا، وكذلك على via Stabiana (نحو ستابياي) وـ Via Nuceria من بومبي.
في أقصى اتساع لها، اشتهرت نوكيريا بقوة أسوار المدينة، وضمت الأحياء الحالية باريتي وسان بييترو وبوتشيانو وغروتي وبورتا رومانا وسانتا ماريا ماجيوري وسان كليمنتي. هناك تشابه مدهش بين تحصينات نوكيريا وبومبي. نوكيريا مستطيلة الشكل مع استنادات تدافع عن الشمال والغرب والشرق من المدينة في حين كان للجانب الجنوبي أقوى التحصينات كأكثر الأقسام ضعفًا ومثل بومبي، تضمن سورًا مزدوجًا من توفا في شكل أوبوس كوادراتوم.
كانت أسقفية منذ القرن الثالث الميلادي. وكان اسم أول أسقف هو بريسكوس.
خلال الحرب القوطية (535–554)، واجه البيزنطيون والقوط بعضهم البعض على مسافة بضعة كيلومترات على ضفاف نهر سارنو لشهور حتى فاز البيزنطيون بـ معركة مونس لاكتاريوس.
خلال القرن السادس أجبر اللومبارديون، تحت قيادة الملك ألبوين، نوكيريا على الاستسلام: وضعوها تحت سيطرة دوقية بينيفنتو.

### ما بعد الرومان
بعد منتصف القرن التاسع الميلادي، كانت المدينة جزءًا من إمارة ساليرنو أولاً، ثم إمارة كابوا. حُصرت قلعة نوكيريا، الواقعة حيث ستنشأ نوتشيرا إنفيريوري مستقبلاً، من قِبل روجر الثاني ملك صقلية في المعركة عام 1132، بعد أربعة أشهر هدم البلدة حتى الأرض.
بعد إعادة بنائها، بدأت نشأة نوكيرا الحديثة مع العديد من القرى والتجمعات التي توسعت تدريجيًا وأصبحت بلدات صغيرة.
خلال الحكم الأنجوي (1266-1435) أعيد بناء نوكيرا وأطلق عليها اسم نوكيريا كريستيانوروم. في عام 1385 حاصر البابا أوربان السادس في قلعة المدينة من قبل شارل الثالث ملك نابولي.
في القرن الخامس عشر تم تغيير اسم البلدة إلى نوكيريا باغانوروم (بالإيطالية: نوكيرا داي باغاني) تكريمًا لعائلة باغانو، التي سُميت نسبةً إلى الوثنيين السراسنة الذين سكنوا المنطقة سابقًا.
خلال الحكم الإسباني، قُسّمت البلدة إلى إدارتين (نوكيرا سوبرانا ونوكيرا سوتانا)، كل منهما مؤلفة من بلديات متعددة.
في كل شهر أغسطس، اجتمع الرجال البالغون في كل بلدية في جمعية عامة لانتخاب "عمدتهم الخاص"؛ ثم - في جمعية مختلفة - انتخبت كل إدارة "العمد الشاملين": اثنين لنوكيرا سوبرانا وواحد لنوكيرا سوتانا.
استمر وجود البلدة حتى عام 1806. في عام 1807 تم تأسيس خمس بلديات: اندمجت باربازانو في بلدية باغاني؛ اندمجت سبيرانداي في سان ماتيو تري كاسالي، مشكلةً بلدية نوكيرا سان ماتيو؛ في حين بقيت نوكيرا كوربو، سانت إيجيديو وكوربارا مستقلة.
في عام 1834، اندمجت بقايا نوكيرا سوبرانا (نوكيرا كوربو ونوكيرا سان ماتيو) مرة أخرى في بلدية واحدة، لكن أربعة عشر حيًا من نوكيرا كوربو (بما في ذلك بوتشيانو) طلبوا لاحقًا الإدارة الذاتية، التي مُنحت بمرسوم رقم 1960 في 11 نوفمبر 1850، بدءًا من 1 يناير 1851. وبذلك وُلدت البلديات المعاصرة نوكيرا سوبيريوري (تقريبًا معظم نوكيرا كوربو) ونوكيرا إنفيريوري (سابقًا نوكيرا سان ماتيو).

## المعالم الرئيسية
تضم المدينة العديد من المعالم الأثرية الهامة، منها:
- المسرح الهلنستي الروماني: تم التعرف عليه بين باريتي وبوتشيانو وتم كشفه في الفترة من 1970 إلى 1980. كان أحد أكبر المسارح في كامبانيا.
- بقايا المدرج الروماني: اكتُشفت أجزاء منه في عام 1926.
- الأسوار المدينة القديمة: بُنيت في القرن الثاني قبل الميلاد.
- المعمودية المسيحية القديمة في سانتا ماريا ماجيوري: هيكل دائري مقبب يعود للقرن السادس.
- مقبرة بيتزوني: تعود للقرن الأول قبل الميلاد.
- كنيسة القديس برثولماوس الرسول في باريتي
- كنيسة ودير القديسة مريم الملاك في غروتي
- الشارع القروسطي في أوشيولي

## الثقافة

### التقاليد والفولكلور
تحتفل المدينة بالعديد من المهرجانات والاحتفالات الدينية والشعبية، منها:
- الاحتفالات الرسمية لشفيع المدينة، القديس سيرو (31 يناير، باريتي)
- مهرجان أ تراسوتا دي سان تشيرو والمسابقة الوطنية سالاتا دي سان تشيرو (يونيو، باريتي)
- المسابقة الدولية للمادوناري، مهرجان القديس باسكال بايلون ومريم العذراء المقدسة في كوستانتينوبولي (مايو، بيكوراري): فنانو الشوارع من جميع أنحاء العالم يرسمون لوحات دينية على الأرض باستخدام الطباشير فقط.
- مهرجان السيدة مريم (يُطلق عليه أيضًا اسم "فيستا ديل أسونتا"، 14 و15 أغسطس، ماتيردوميني).
- تمثيل مقدس لطريق الصليب (يوم الجمعة العظيمة، حفريات بيتزوني وبيكوراري)
- طريق الصليب في قرية كاسا ميليت الجبلية (يوم الجمعة قبل أحد الشعانين)
- موكب أسرار الآلام (يوم الجمعة العظيمة، شوارع بوتشيانو، باريتي وسان كليمنتي)
- المذود الحي (فترة عيد الميلاد، أوشيولي)
- قرية وسوق عيد الميلاد (13 و14 ديسمبر، بيكوراري)
- مهرجان القديس أنطونيو من بادوفا (يونيو، كاميريلي)
- مهرجان مايو (عيد العمال، ماتيردوميني)

### اللغات واللهجات
لهجة نوكيرا، المسماة "نوتشيريز"، تقابل اللغة النابولية مع اختلافات صغيرة: حرف العلة "e" يُنطق دائمًا مفتوحًا، وأحيانًا هناك ميل لاستبدال اللاحقة اللهجة نوكيرا، المسماة "نوتشيريز"، تقابل اللغة النابولية مع اختلافات صغيرة: حرف العلة "e" يُنطق دائمًا مفتوحًا، وأحيانًا هناك ميل لاستبدال اللاحقة الصرفية للجروند "-anne" بـ "-enne": "stann' aspettenne"، "stann' magnenne" ('ينتظرون'، 'يأكلون').

### التعليم

#### المكتبات
- المكتبة البلدية في سان كليمنتي
- مكتبة رعية مريم العذراء المقدسة في كوستانتينوبولي (بيكوراري)
- مكتبة دير القديسة مريم الملاك في غروتي

## وصلات خارجية
- اليوم في أبانكورت